# Milli Vanilli: Az évszázad botránya
A Milli Vanilli: Az évszázad botránya (eredeti cím: Girl You Know It's True) 2023-ban bemutatott koprodukciós életrajzi film, amelyet Simon Verhoeven rendezett. A főbb szerepekben Elan Ben Ali, Tijan Njie, Matthias Schweighöfer, Bella Dayne és Graham Rogers látható.
Németországban 2023. december 21-én, míg Magyarországon 2024. május 2-án mutatták be a mozikban a Vertigo Média Kft. forgalmazásában.

## Cselekmény
A Frank Farian által készített, Fab Morvan és Rob Pilatus alkotta Milli Vanilli diszkópop duó nagy sikereket ért el az 1980-as évek végén. Első albumuk Európa-szerte sikeres, a Billboard slágerlistán az első helyig jut. Egy stúdiójelenetben Farian felvilágosítja a nézőket, és bemutatja a valódi énekeseket, John Davist, Brad Howellt és Charles Shaw-t, akik egy üvegfal mögött vannak a felvételek alatt. 1989 júliusában a „Club MTV Live: The Tour” zenei fesztiválsorozat részeként a connecticuti Lake Compounce vidámparkban tartott előadás során a playback akadozni kezd; a Girl You Know It's True című dal „Girl, you know it's” szövege folyamatosan ismétlődik. A duó elviharzik a színpadról.
Miután a pletykalapok kavarognak, Farian egy sajtótájékoztatón bejelenti, hogy Pilatus és Morvan nem a Milli Vanilli énekesei. A botrányról az amerikai média is beszámol. A Grammy-díjat visszavonják az együttestől, az Arista Records lemezkiadó pedig véget vet az együttműködésnek. Miután a Milli Vanilli feloszlik, Pilatus és Morvan megpróbálnak újrakezdeni valamit, de nem járnak sikerrel. Pilatus alkoholista lesz, és különböző bűncselekmények miatt összetűzésbe kerül a rendőrséggel. Farian kifizeti az óvadékot, így Pilatus kikerül a Los Angeles-i börtönből. Miközben segítője, Ingrid „Milli” Segieth elhozza őt a börtönből, a börtönőr is bevallja, hogy rajongója volt. Pilatus visszatér Németországba, és 1998 áprilisában holtan találják egy helyi szállodai szobában. A müncheni Waldfriedhof temetőben temetik el. A temetésen Carmen megvető tekintettel néz a zenei producerre. A stáblista végén a nézők megtudják, miszerint Morvan még mindig aktív zenész, Farian pedig azóta már meghalt.

## Szereplők
| Szerep                 | Színész               | Magyar hang       |
| ---------------------- | --------------------- | ----------------- |
| Rob Pilatus            | Tijan Njie            | Fehér Tibor       |
| Fab Morvan             | Elan Ben Ali          | Miller Dávid      |
| Frank Farian           | Matthias Schweighöfer | Hamvas Dániel     |
| Ingrid 'Milli' Segieth | Bella Dayne           | Nemes Takách Kata |
| Todd Headlee           | Graham Rogers         | Markovics Tamás   |
| Kevin Liles            | Stevonte Hart         | Bergendi Áron     |
| Benny Dorn             | Ashley Dowds          | Posta Victor      |
| Markus Klein           | Michael Maertens      | Törköly Levente   |
| Carmen Pilatus         | Tijan Marei           | Laudon Andrea     |
| Hans Pilatus           | Thomas Bading         | Csuha Lajos       |

### Magyar változat
- Főcím: Varga Gábor
- Magyar szöveg: Marik Gábor
- Hangmérnök és vágó: Schmidt Zoltán
- Gyártásvezető: Masoll Ildikó
- Szinkronrendező: Molnár Kristóf
- Produkciós vezető: Jávor Barbara

A szinkront a Direct Dub Studios készítette el.

## A film készítése
2022 augusztusában kiderült, hogy a Leonine stúdió egy életrajzi filmet forgat a bajba jutott zenei duóról, a Milli Vanilliről. A film írója és rendezője Simon Verhoeven és társproducer Quirin Berg és Max Wiedemann mellett.
Matthias Schweighöfer megerősítette, hogy az együttes producerét, Frank Fariant alakítja, Elan Ben Ali és Tijan Njie pedig a Milli Vanilli frontemberei, Fab Morvan és Rob Pilatus szerepében tűnik fel. 2022 szeptemberében bejelentették Graham Rogers és Bella Dayne szerepeit.
A forgatás 2021-ben és 2022-ben Münchenben, Berlinben, Fokvárosban és Los Angelesben zajlott, a forgatás az év végéig tartott. A forgatás 2022 decemberében fejeződött be, 2023 februárjában pedig bejelentették, hogy a Voltage Pictures megszerezte a film globális forgalmazását (Németország kivételével).

## Bemutató
A filmet 2023 vége felé mutatták be. Az észak-amerikai premierre a 2024 Berlin & Beyond Filmfesztiválon került sor San Franciscóban, ahol Morvan is jelen volt.